# Puckbugten
Puckbugten (polsk Zatoka Pucka; kasjubisk Pùckô Hôwiga), historisk kaldt Putzigbugten (tysk Putziger Wiek), er en lavvandet bugt i vestenden af Gdańskbugten i den sydlige ende af Østersøen, ud for kysten af Pommerellen i Polen. Mellem bugten og det åbne hav ligger Hela-halvøen.
Bugten har generelt en dybde på to til seks meter. En sandbanke strækker sig fra Rewa til Koźnica midt på Hela-halvøen. Sandbanken gør at kun små fiskebåde og andre fritidsfartøjer kan sejle her og endda holde sig til de dybere områder. Det er forekomster af kaliumsalt under Puckbugten.
De største byer her er Puck, Jastarnia og Hel.

## Baggrundsstof
54°40′N 18°35′Ø / 54.67°N 18.58°Ø